# District de Třebíč
Le district de Třebíč (en tchèque : okres Třebíč) est un des cinq districts de la région de Vysočina, en Tchéquie. Son chef-lieu est la ville de Třebíč.

## Liste des localités
Le district compte 167 communes, dont 6 ont le statut de ville (město, en gras) et 10 celui de bourg (městys, en italique) :
Babice -
Bačice -
Bačkovice -
Benetice -
Biskupice-Pulkov -
Blatnice -
Bohušice -
Bochovice -
Bransouze -
Březník -
Budišov -
Budkov -
Čáslavice -
Častohostice -
Čechočovice -
Čechtín -
Červená Lhota -
Cidlina -
Číhalín -
Číchov -
Čikov -
Číměř -
Dalešice -
Dešov -
Dědice -
Dolní Lažany -
Dolní Vilémovice -
Domamil -
Dukovany -
Hartvíkovice -
Heraltice -
Hluboké -
Hodov -
Horní Heřmanice -
Horní Smrčné -
Horní Újezd -
Horní Vilémovice -
Hornice -
Hrotovice -
Hroznatín -
Hvězdoňovice -
Chlístov -
Chlum -
Chotěbudice -
Jakubov u Moravských Budějovic -
Jaroměřice nad Rokytnou -
Jasenice -
Jemnice -
Jinošov -
Jiratice -
Kamenná -
Kdousov -
Kladeruby nad Oslavou -
Klučov -
Kojatice -
Kojatín -
Kojetice -
Komárovice -
Koněšín -
Kostníky -
Kouty -
Kozlany -
Kožichovice -
Krahulov -
Kralice nad Oslavou -
Kramolín -
Krhov -
Krokočín -
Kuroslepy -
Láz -
Lesná -
Lesní Jakubov -
Lesonice -
Lesůňky -
Lhánice -
Lhotice -
Lipník -
Litohoř -
Litovany -
Lomy -
Loukovice -
Lovčovice -
Lukov -
Markvartice -
Martínkov -
Mastník -
Menhartice -
Meziříčko -
Mikulovice -
Mladoňovice -
Mohelno -
Moravské Budějovice -
Myslibořice -
Naloučany -
Náměšť nad Oslavou -
Nárameč -
Nimpšov -
Nová Ves -
Nové Syrovice -
Nový Telečkov -
Ocmanice -
Odunec -
Okarec -
Okřešice -
Okříšky -
Opatov -
Oponešice -
Ostašov -
Pálovice -
Petrovice -
Petrůvky -
Pokojovice -
Police -
Popůvky -
Pozďatín -
Přeckov -
Předín -
Přešovice -
Přibyslavice -
Příštpo -
Pucov -
Pyšel -
Rácovice -
Račice -
Radkovice u Budče -
Radkovice u Hrotovic -
Radonín -
Radošov -
Radotice -
Rapotice -
Rohy -
Rokytnice nad Rokytnou -
Rouchovany -
Rudíkov -
Římov -
Sedlec -
Slavětice -
Slavičky -
Slavíkovice -
Smrk -
Stařeč -
Stropešín -
Střítež -
Studenec -
Studnice -
Sudice -
Svatoslav -
Šebkovice -
Štěměchy -
Štěpkov -
Trnava -
Třebelovice -
Třebenice -
Třebíč -
Třesov -
Valeč -
Valdíkov -
Vícenice -
Vícenice u Náměště nad Oslavou -
Vladislav -
Vlčatín -
Výčapy - 
Zahrádka - 
Zárubice - 
Zašovice - 
Zvěrkovice - 
Želetava

## Principales communes
Population des principales communes du district au 1er janvier 2024 et évolution depuis le 1er janvier 2023 :
| Třebíč                  | 34 797 | en augmentation |
| Moravské Budějovice     | 7 135  | en diminution   |
| Náměšť nad Oslavou      | 4 825  | en stagnation   |
| Jaroměřice nad Rokytnou | 4 085  | en stagnation   |
| Jemnice                 | 3 975  | en diminution   |
| Okříšky                 | 1 996  | en diminution   |
| Hrotovice               | 1 760  | en stagnation   |
| Stařeč                  | 1 689  | en augmentation |
| Želetava                | 1 487  | en diminution   |
| Mohelno                 | 1 394  | en diminution   |